# Ron Lyle
Ron Lyle (12 de febrero de 1941 - 26 de noviembre de 2011) fue un boxeador profesional estadounidense del peso pesado. Estaba considerado como uno de los mejores boxeadores de su época y llegó a luchar por el título mundial.

## Biografía
Durante su adolescencia estuvo en la cárcel por asesinato en segundo grado. En 1969 salió y continuó entrenándose como boxeador hasta que tuvo una oportunidad mundialista ante Muhammad Ali en 1975. Cuando ganaba a los puntos Ali contraatacó en el undécimo asalto y el árbitro paró el combate, siendo derrotado.
Murió a los 70 años, el 26 de noviembre de 2011 por problemas estomacales.

## Récord profesional
| Res.     | Récord | Rival               | Tipo | Ronda, tiempo | Fecha              | Localidad                                                               | Notas                                                                 |
| -------- | ------ | ------------------- | ---- | ------------- | ------------------ | ----------------------------------------------------------------------- | --------------------------------------------------------------------- |
| Victoria | 43–7–1 | Dave Slaughter      | TKO  | 2 (10)        | Aug 18, 1995       | Regency Hotel, Denver, Colorado, U.S.                                   |                                                                       |
| Victoria | 42–7–1 | Ed Strickland       | KO   | 2             | Jun 9, 1995        | Erlanger, Kentucky, U.S.                                                |                                                                       |
| Victoria | 41–7–1 | Tim Pollard         | TKO  | 2             | 12 de mayo de 1995 | Peel's Palace, Erlanger, Kentucky, U.S.                                 |                                                                       |
| Victoria | 40–7–1 | Bruce Johnson       | KO   | 4 (10)        | Apr 7, 1995        | Peels Palace, Erlanger, Kentucky, U.S.                                  |                                                                       |
| Derrota  | 39–7–1 | Gerry Cooney        | KO   | 1 (10), 2:49  | Oct 24, 1980       | Nassau Veterans Memorial Coliseum, Hempstead, New York, U.S.            |                                                                       |
| Victoria | 39–6–1 | George O'Mara       | KO   | 10 (10), 0:37 | Aug 23, 1980       | Forum, Inglewood, California, U.S.                                      |                                                                       |
| Victoria | 38–6–1 | Al Neumann          | TKO  | 10 (10)       | Jun 19, 1980       | University of Puget Sound Fieldhouse, Tacoma, Washington, U.S.          |                                                                       |
| Derrota  | 37–6–1 | Lynn Ball           | TKO  | 2 (10), 2:55  | Dec 12, 1979       | Celebrity Theatre, Phoenix, Arizona, U.S.                               |                                                                       |
| Victoria | 37–5–1 | Scott LeDoux        | SD   | 10            | 12 de mayo de 1979 | Caesars Palace, Las Vegas, Nevada, U.S.                                 |                                                                       |
| Victoria | 36–5–1 | Fili Moala          | TKO  | 8 (10), 1:51  | Apr 6, 1979        | San Diego Stadium, San Diego, California, U.S.                          |                                                                       |
| Victoria | 35–5–1 | Horace Robinson     | RTD  | 8 (10), 0:01  | Jun 3, 1978        | Auditorium Arena, Denver, Colorado, U.S.                                |                                                                       |
| Victoria | 34–5–1 | Stan Ward           | MD   | 10            | Sep 14, 1977       | Caesars Palace, Paradise, Nevada, U.S.                                  |                                                                       |
| Victoria | 33–5–1 | Joe Bugner          | SD   | 12            | Mar 20, 1977       | Caesars Palace, Paradise, Nevada, U.S.                                  |                                                                       |
| Derrota  | 32–5–1 | Jimmy Young         | UD   | 12            | Nov 6, 1976        | Civic Auditorium, San Francisco, California, U.S.                       |                                                                       |
| Victoria | 32–4–1 | Kevin Isaac         | TKO  | 7 (10), 1:14  | Sep 11, 1976       | Memorial Auditorium, Utica, New York, U.S.                              |                                                                       |
| Derrota  | 31–4–1 | George Foreman      | KO   | 5 (12), 2:28  | Jan 24, 1976       | Caesars Palace, Paradise, Nevada, U.S.                                  | Por el título vacante de la NABF del peso pesado.                     |
| Victoria | 31–3–1 | Earnie Shavers      | TKO  | 6 (12), 0:47  | Sep 13, 1975       | Coliseum, Denver, Colorado, U.S.                                        |                                                                       |
| Derrota  | 30–3–1 | Muhammad Ali        | TKO  | 11 (15), 1:08 | 16 de mayo de 1975 | Las Vegas Convention Center, Winchester, Nevada, U.S.                   | Por los títulos de la WBA, WBC, The Ring, y lineales del peso pesado. |
| Derrota  | 30–2–1 | Jimmy Young         | UD   | 10            | Feb 11, 1975       | International Center Arena, Honolulu, Hawaii, U.S.                      |                                                                       |
| Victoria | 30–1–1 | Al Jones            | TKO  | 5 (10), 1:43  | Dec 13, 1974       | Municipal Auditorium, Nueva Orleans, Luisiana, U.S.                     |                                                                       |
| Victoria | 29–1–1 | Boone Kirkman       | TKO  | 8 (10), 2:02  | Sep 17, 1974       | Center Coliseum, Seattle, Washington, U.S.                              |                                                                       |
| Victoria | 28–1–1 | Jimmy Ellis         | UD   | 12            | Jul 16, 1974       | Denver, Colorado, U.S.                                                  |                                                                       |
| Victoria | 27–1–1 | Oscar Bonavena      | UD   | 12            | Mar 19, 1974       | Coliseum, Denver, Colorado, U.S.                                        |                                                                       |
| Empate   | 26–1–1 | Gregorio Peralta    | PTS  | 10            | Nov 17, 1973       | Frankfurt, West Germany                                                 |                                                                       |
| Victoria | 26–1   | Larry Middleton     | UD   | 10            | Oct 31, 1973       | Civic Center, Baltimore, Maryland, U.S.                                 |                                                                       |
| Victoria | 25–1   | Jürgen Blin         | TKO  | 2 (10), 1:01  | Oct 4, 1973        | Denver, Colorado, U.S.                                                  |                                                                       |
| Victoria | 24–1   | José Luis García    | KO   | 3 (10), 1:01  | Oct 4, 1973        | Denver, Colorado, U.S.                                                  |                                                                       |
| Victoria | 23–1   | Lou Bailey          | UD   | 10            | Jul 3, 1973        | State Fairgrounds International Building, Oklahoma City, Oklahoma, U.S. |                                                                       |
| Victoria | 22–1   | Wendell Newton      | SD   | 10            | Jun 11, 1973       | Spectrum, Philadelphia, Pennsylvania, U.S.                              |                                                                       |
| Victoria | 21–1   | Gregorio Peralta    | UD   | 10            | 12 de mayo de 1973 | Coliseum, Denver, Colorado, U.S.                                        |                                                                       |
| Victoria | 20–1   | Bob Stallings       | UD   | 10            | Apr 14, 1973       | Harry Adams Field House, Missoula, Montana, U.S.                        |                                                                       |
| Derrota  | 19–1   | Jerry Quarry        | UD   | 12            | Feb 9, 1973        | Madison Square Garden, New York City, New York, U.S.                    |                                                                       |
| Victoria | 19–0   | Larry Middleton     | KO   | 3 (10), 2:34  | Dec 9, 1972        | Coliseum, Denver, Colorado, U.S.                                        |                                                                       |
| Victoria | 18–0   | Luis Faustino Pires | KO   | 3 (10), 2:55  | Oct 28, 1972       | Coliseum, Denver, Colorado, U.S.                                        |                                                                       |
| Victoria | 17–0   | Buster Mathis       | KO   | 2 (10), 2:58  | Sep 29, 1972       | Coliseum, Denver, Colorado, U.S.                                        |                                                                       |
| Victoria | 16–0   | Vicente Rondón      | TKO  | 2 (10), 1:41  | Jul 11, 1972       | Mile High Stadium, Denver, Colorado, U.S.                               |                                                                       |
| Victoria | 15–0   | Mike Boswell        | TKO  | 7 (10)        | 25 de mayo de 1972 | Civic Auditorium, Omaha, Nebraska, U.S.                                 |                                                                       |
| Victoria | 14–0   | Mel Turnbow         | TKO  | 4 (10), 2:59  | 10 de mayo de 1972 | Las Vegas, Nevada, U.S.                                                 |                                                                       |
| Victoria | 13–0   | George Johnson      | KO   | 3 (10), 0:31  | Mar 25, 1972       | Coliseum, Denver, Colorado, U.S.                                        |                                                                       |
| Victoria | 12–0   | Chuck Leslie        | TKO  | 2 (10), 1:47  | Jan 22, 1972       | Auditorium Arena, Denver, Colorado, U.S.                                |                                                                       |
| Victoria | 11–0   | Bill Drover         | KO   | 2 (10), 0:45  | Dec 18, 1971       | Auditorium Arena, Denver, Colorado, U.S.                                |                                                                       |
| Victoria | 10–0   | Jack O'Halloran     | KO   | 4 (10), 2:15  | Nov 26, 1971       | Auditorium Arena, Denver, Colorado, U.S.                                |                                                                       |
| Victoria | 9–0    | Joe E Lewis         | KO   | 3 (10)        | Nov 10, 1971       | Silver Slipper, Paradise, Nevada, U.S.                                  |                                                                       |
| Victoria | 8–0    | Manuel Ramos        | UD   | 10            | Oct 9, 1971        | Auditorium Arena, Denver, Colorado, U.S.                                |                                                                       |
| Victoria | 7–0    | Eddie Land          | TKO  | 7 (10)        | Sep 1, 1971        | Silver Slipper, Paradise, Nevada, U.S.                                  |                                                                       |
| Victoria | 6–0    | Frank Niblett       | KO   | 9 (10)        | Aug 11, 1971       | Silver Slipper, Paradise, Nevada, U.S.                                  |                                                                       |
| Victoria | 5–0    | Leroy Caldwell      | UD   | 5             | Jul 24, 1971       | Playboy Club, Lake Geneva, Wisconsin, U.S.                              |                                                                       |
| Victoria | 4–0    | Edmund Stewart      | TKO  | 2 (6)         | Jul 16, 1971       | Sunnyside Garden Arena, New York City, New York, U.S.                   |                                                                       |
| Victoria | 3–0    | Gary Bates          | KO   | 3 (4), 2:20   | Jun 19, 1971       | Sahara Tahoe, Stateline, Nevada, U.S.                                   |                                                                       |
| Victoria | 2–0    | Art Miller          | KO   | 5 (6)         | 22 de mayo de 1971 | Matthews Arena, Boston, Massachusetts, U.S.                             |                                                                       |
| Victoria | 1–0    | A J Staples         | TKO  | 2 (6)         | Apr 23, 1971       | Auditorium Arena, Denver, Colorado, U.S.                                | Debut profesional.                                                    |